# Земледельческие училища и школы Российской империи
Земледельческие училища и школы — средние учебные заведения, впервые появившиеся в России в конце XVIII века.

## История создания
Первый в России класс земледельчества был организован при Российской академии наук по плану М. В. Ломоносова в 1765 году.
В 1790 году близ Николаева в селе Богоявленском была создана первая сельскохозяйственная школа.
В 1797 году, 30 апреля, император Павел I подписал указ «Об учреждении Школы практического земледелия». В соответствии с ним между Павловском и Царским Селом из дворцовых земель был выделен большой участок, по форме близкий к треугольнику, с севера ограниченный Московской дорогой (ныне Московское шоссе), с юго-востока — землями, относящимися к деревням Тярлево и Липицы, с юго-запада — дорогой в Павловск (ныне Павловское шоссе). Общая площадь — 252 десятины 1170 сажен (около 277,75 гектаров). Начальником школы был поставлен протопресвитер Самборский. В школу с трёхлетним курсом принимали студентов Московского университета, питомцев и воспитанниц воспитательных домов, священнических детей из духовных семинарий, казённых крестьян 20—30 летнего возраста, а также детей из семей крепостных крестьян и вольных людей. В 1799 году школа передана в удельное ведомство и в неё стали посылать только мальчиков из семей удельных крестьян, однако поскольку набор учащихся шёл тем же порядком, как и в рекруты, школа «вызывала между ними только неудовольствие и никакого хорошего влияния на хозяйство в удельных имениях не оказывала». В результате в 1803 году школа была упразднена.

…крестьяне так худо понимали добрую цель учреждения, что выбранные для учения в эту Школу шли в неё, как в рекруты: домашние считали их потерянными без возврата и провожали их из селения с плачем; у иных жёны, сочтя взятых в учение мужей пропавшими, выходили снова замуж; у других дома были проданы, как выморочные; сами мужики, отторгнутые от своих жилищ, ехали в Школу с твёрдым намерением забыть новые правила.
— Усов С. М. Курс Земледелия. — 1837. — С. 23.

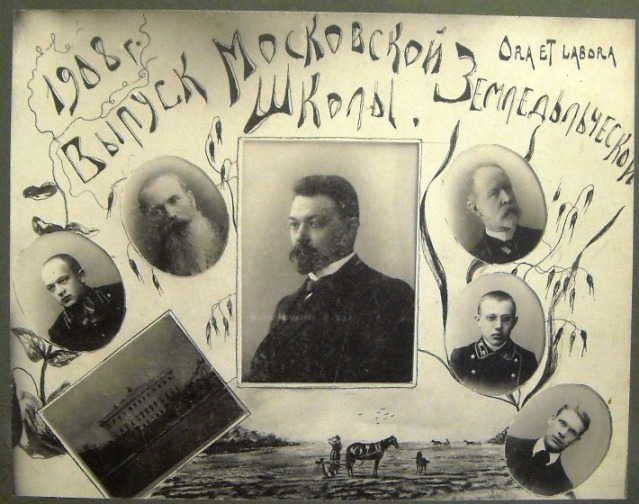
Московская земледельческая школа.
Фотоальбом. 1908

Как указывал А. П. Перепёлкин ещё 16 марта 1818 года, Н. Н. Муравьёв, представил на обсуждение Совету Московского общества сельского хозяйства «Начертания Школы Земледелия». Опытный хутор, по предложению Д. М. Полторацкого, общество постановило иметь уже на втором своём учредительском заседании в 1818 году. Первоначально хутор предполагалось устроить в Толмачевой пустоше (Горбово) на 70 десятинах земли, находящихся в 18 верстах от Москвы по Дмитровскому шоссе, но затем по указанию Н. Н. Муравьёва при содействии правительства и материальном пособии московского генерал-губернатора князя Д. В. Голицына была нанята для этой цели в 1822 году церковная земля за Бутырками, в количестве 210 десятин. Хотя Перепёлкин датой учреждения школы считал 4 января 1819 года, фактически школа появилась в 1822 году. Выбранное место для ведения сельского хозяйства было неудобное и на осушку болот, а такжеи первоначальное обустройство хозяйства общество потратило огромную по тому времени сумму в 86,5 тысяч рублей. Директором хутора был определён англичанин А. А. Роджерс, а с конца 1825 года — М. Г. Павлов; с 5 августа 1824 года по Высочайшему повелению 257 десятин удобной земли Бутырской церкви навсегда были отданы Московскому обществу сельского хозяйства за ежегодную плату церкви по 250 руб. серебром из сумм Общества (см. Перепёлкин А. П. Краткий исторический очерк…). По положению 1833 года в школе были организованы два двухлетних курса: один для приготовления конторщиков, другой — землемеров, сельских архитекторов, приказчиков и управителей; затем был введён четырёхлетний курс обучения.
Сначала московская школа находилась в наёмном доме Попова, недалеко от Бутырской заставы и тюремного замка (ныне — Долгоруковская улица); с 1825 года школа помещалась летом на Бутырском Хуторе, а зимой в наёмном помещении в Газетном переулке; наконец, в 1833 году Д. В. Голицын приобрел за 87 тысяч рублей большую усадьбу на Смоленском бульваре, ранее принадлежавшую фельдмаршалу М. Ф. Каменскому, и подарил её обществу, которое приспособило главный дом для учебных работ, а в парке стало проводить практические занятия и скотоводческие выставки. Здание по Земледельческому переулку было построено в начале XX века по проекту С. М. Гончарова и имело большой манеж, предназначавшийся, как было написано в архивных документах, «для повременных аукционных выставок лошадей». С 1835 года в школу, кроме детей помещичьих крестьян, начали принимать и лиц других сословий, но до 1846 года из окончивших курс 402 лиц только 42 принадлежали к свободным состояниям. Первым директором школы был профессор М. Г. Павлов (с 1822 по 1838); затем управление школой было поручено агроному В. В. Беликову; потом, в последние годы своей жизни ей заведовал А. А. Прокопович-Антонский; долгое время директором школы был А. П. Перепёлкин. В 1844—1863 годах в школе преподавал ботанику Н. И. Анненков, который также некоторое время был директором. С 14 февраля 1863 года директором школы был избран Н. И. Сосфенов, а с 3 января 1866 года — А. В. Краснопевков. Преподавателем школы (и директором школьного хутора с 1845 года) П. М. Преображенским был написан обширный шеститомный курс под заглавием «Общепонятное руководство к практическому сельскому хозяйству» (1855—1857). В 1861 году в школе было 150 учащихся. С 1862 года обучение стало пятилетним и к существовавшим предметам — закон Божий, русский язык, математика, физика, химия, сельская технология, естественные науки, землемерие и геодезическое черчение, бухгалтерия, лесоводство, скотоводство и сельское хозяйство, ветеринария, рисование, пение, гимнастика — были введены ещё: география и статистика, история России, механика и черчение машин; изучение иностранных языков было необязательным; общеобразовательные предметы изучались в первые два года, в последующие три года, в основном — специальные предметы.
В 1824 году на средства графини Строгановой была открыта «Марьинская школа практического земледелия и ремесел» в её имении Марьино, с учебной усадьбой в Новгородской губернии. После её закрытия в 1845 году в том же году в Гатчине было основано «практическое Земледельческое училище» под наблюдением того же общества, но оно не имело успеха и вскоре (1849) тоже было закрыто.
В 1832 году было учреждено в Красном Селе удельное Земледельческое училище «для обучения улучшенному хозяйству удельных крестьян», которое вскоре было переведено на удельную ферму возле Санкт-Петербурга. Под училище было выделено 91 десятина земли в 6 верстах от Петербурга. В 1839 году территория была увеличена за счет покупки ещё 30 десятин у купца Лихачева, а в 1844 году — 252 десятин у сенатора Ланского. Строительство здания осуществлялось в 1832—1833 годах по проекту архитектора Х. Ф. Мейера, состоявшим с 1819 года на службе в Удельном ведомстве. В центре комплекса был возведен главный двухэтажный корпус с небольшой, квадратной в плане, церковью. За ним полукругом располагались спальни воспитанников, пять домов для персонала, столовая с кухней, больница, две мастерские, а по периметру двора службы — прачечная, баня, конюшни… В главном здании размещалось 3 классные комнаты, большой рекреационный зал, отделённый от церкви створчатой перегородкой, и квартира директора. В мезонине располагались библиотека и канцелярия. Был в здании и «музеум», где выставлялись различные сельскохозяйственные орудия труда, как иностранные, так и русские, применяемые в разных губерниях. Училище было открыто 1 октября 1833 года. Во главе его стоял министр Императорского двор князь П. М. Волконский, директором был назначен, приглашенный из Харьковского университета, профессор математики и агрономии Матвей Андреевич Байков, занимавший эту должность 17 лет, до закрытия училища в 1849 году. Для практических занятий рядом были созданы две усадьбы Саратовская или Южная, соответствовавшая хозяйствам Южной России, и Владимирская — средней полосе. В каждой из усадеб была изба для проживания трёх воспитанников и участок земли, где они вели хозяйство.
Несколько позже (15 (27) августа 1840), по положению 1836 года, была открыта «Земледельческая школа» в местечке Горки Могилёвской губернии, двух разрядов, из которых в 1848 году высший разряд преобразован в Горы-Горецкий земледельческий институт, а другой — в Земледельческое училище; устав последнего изменён в 1859 году.
В 1849 году было основано в Санкт-Петербурге Вольным экономическим обществом (с правительственною субсидией в 5 714 рублей) училище сельского хозяйства «для дворян», но уже в 1854 году оно прекратило своё существование «по неудовлетворительности программ читаемых предметов» и несоответствию достигнутых результатов с целями заведения: оканчивавшие курс (с правом на чин XIV класса) большею частью поступали на гражданскую службу.
В 1854 году при харьковской ферме министерства государственных имуществ было открыто Земледельческое училище, по уставу Горыгорецкого училища, ставшее со временем одним из ведущих средних учебных заведений сельскохозяйственного профиля на Украине. В нём преподавал (с 1873) и был директором (с 1882) А. А. Колесов.
В 1864 году было открыто Казанское земледельческое училище при учебной ферме. Первым директором Казанского земледельческого училища стал управляющий Казанской фермой И. Безсонов. Поступающие в училище должны были быть «здорового телосложения, без важных телесных недостатков, которые могли бы препятствовать работам, и иметь признаки натуральной или привитой оспы». В первых двух классах преподавались закон Божий, русский язык, арифметика, чистописание, черчение, география, русская история, а в 3-м классе вводились естественные науки.
15 января 1865 года при образцовой сельскохозяйственной Мариинской ферме в Николаевском городке Саратовского уезда, в 40 верстах от Саратова, было открыто Мариинское земледельческое училище с трехлетним курсом обучения.
В 1868 году оба училища преобразованы в пятиклассные; 4 ½ года назначено для теоретического изучения предметов с практическими упражнениями на ферме, и 1 год — для практики в частных хозяйствах или на фермах министерства.
В том же году главное училище садоводства в Умани преобразовано в училище земледелия и садоводства — введено было преподавание полного курса земледелия. Через некоторое время(в 1877) к хозяйству училища была присоединена лесная дача — Греков лес, раскинувшийся на 72,5 десятины, преподаватели и студенты «заложили лесной питомник в пространстве одной десятины», началась под руководством В. В. Пашкевича научная работа по акклиматизации растений. С 1863 года до 1875 директором училища был Н. И. Анненков.
Переполнение Земледельческих училищ воспитанниками (в 1876 году их было в Горыгорецком — 233 и Уманском — 227) вызвало распоряжение об ограничении приёма учеников в эти заведения.
По утверждённому 30 мая 1878 года «Положению о земледельческих училищах» они были уравнены с реальными училищами, присоединено преподавание геодезии, растениеводства, животноводства со скотоврачеванием, сельскохозяйственной экономии со счетоводством, сельскохозяйственной технологии, учения о земледельческих машинах и орудиях с изложением оснований механики, сельского строительного искусства и краткого изложения законов, необходимых для земледельца. Почти по всем предметам были изданы, согласно с программами, особые учебники. Курс, теоретический и практический, шестилетний. От поступающих требовалось окончание курса уездных, городских или двуклассных сельских училищ или же сдача экзамена из предметов, читаемых в первых двух классах реальных училищ. Оканчивавшие курс в Земледельческих училищах получали звание личного почетного гражданина. Кроме того, воспитанники, в зависимости от успехов, получали звание «учёного управителя», «помощника учёного управителя» и «нарядчика сельскохозяйственных работ». Успешно окончившие курс с особым свидетельством имели право поступать в высшие учебные заведения ведомства министерства земледелия и государственных имуществ.
В 1882 году Херсонское низшее сельскохозяйственное училище, основанное губернским земством в 1874 году, было преобразовано в среднее по положению 1878 года, а в 1885 году при Харьковском Земледельческом училище было открыто особое отделение с двухлетним курсом для приготовления овцеводов и бонитеров. Некоторое время херсонским училищем заведовал известный в то время деятель М. В. Неручев.
В начале 1880-х годов сельскохозяйственное образование стали получать и женщины; сначала по инициативе Н. В. Верещегина была открыта первая специальная школа по молочному хозяйству, именовавшаяся Едимоновской (действовала до 1899 года), в которую принимались лица обоего пола не моложе 17 лет. Вскоре аналогичные школы были открыты в Тверской (Приютская), Костромской (Уткинская) и Ярославской (Шубино-Вахтинская) губерниях. В 1888 году была открыта Зозулинская женская школа сельского хозяйства и домоводства в Бердичевском уезде Киевской губернии, в которую принимались только девушки 17-19 летнего возраста.
Таким образом, к концу XIX века в России было 7 средних сельскохозяйственных учебных заведений — земледельческие училища и школа. В 1883 году в них было 775 воспитанников, в начале 1894 года — 1163, а именно: в земледельческих училищах — Горецком (прежнем Горыгорецком) — 180, Казанском — 154, Мариинском — 156, Уманском — 128 и Харьковском — 161; в Московской Земледельческой школе — 228 и Херсонском земском сельскохозяйственном училище — 156.
26 мая 1904 года было утверждено новое положение о сельскохозяйственном образовании. Курс обучения для средних сельскохозяйственных училищ был оставлен шестилетним, однако предусматривалось создание 6 классов — 2 общеобразовательных и 4 специальных. В училищах, как обязательные предметы, были предусмотрены: Закон Божий, русский язык, один из новых языков, география, история, математика, черчение и рисование, естествознание, землемерие, сельское хозяйство и его отрасли, счетоводство и законоведение. Выпускники получали звание агронома.
Некоторые из питомцев средних сельскохозяйственных учебных заведений приобрели известность по научной, педагогической или практической хозяйственной деятельности: Н. Гудков и П. Костычев (1864, Московская школа), Н. П. Заломанов, А. А. Измаильский…